# Население на Иран
Населението на Иран през 2009 г. е 74 196 000 души.

## Възрастов състав
(2008)
- 0-14 години: 22,3% (мъже: 7 548 116/ жени: 7 164 921)
- 15-64 години: 72,3% (мъже: 24 090 976/ жени: 23 522 861)
- над 65 години: 5,4% (мъже: 1 713 533/ жени: 1 834 816)

(2010)
- 0-14 години: 21,7% (мъже: 7 394 841/ жени: 7 022 076)
- 15-64 години: 72,9% (мъже: 24 501 544/ жени:23 914 172)
- над 65 години: 5,4% (мъже: 1 725 828/ жени: 1 870 823)

## Коефициент на плодовитост
- 2009-1.71
- 2010-1.89

## Етнически състав
Около 51% от населението на страната са перси, 24% - азери, 8% - гилянци и мазандарани, 7% - кюрди, 3% - араби, 2% - лури, 2% - белуджи, 2% - туркмени, 1% – от други националности.

## Религия
Около 98% от населението са мюсюлмани (89% шиити и 9% сунити), останалите 2% са зороастрийци, християни, юдаисти и бахайци.

## Език
Около 58% от населението говорят на персийски и други персийски езици, 26% - на тюркски езици, 7% - на кюрдски, 2% на лурски, 1% - на белуджки, 1% - на арабски, 1% - на турски, 2% – на други езици.